# کیرشلنگرن
کیرشلنگرن (به آلمانی: Kirchlengern) یک شهر در آلمان است که در هرفورد واقع شده‌است. کیرشلنگرن ۱۶٬۲۶۷ نفر جمعیت دارد.